# シャーマン法
シャーマン法（シャーマンほう、英: Sherman Antitrust Act）とは、1890年に制定された米国の連邦法で、反トラスト法の中心的な法律のひとつである。「シャーマン法」という法律名は、本法の成立に主導的役割を果たした上院議員ジョン・シャーマンにちなむ。本法の主要な規定は、不当な取引制限を禁ずる第1条と、不当な独占を禁ずる第2条である。

## ウェッブ・ポメリン法
国際連合経済社会理事会の報告によると、1904年、オーストリア、ベルギー、チェコスロバキア、フランス、ドイツ、オランダ、スペインの企業によって板ガラスの国際カルテルがつくられ、ここにはやがてイギリスのメーカーも参加した。シャーマン法は1918年に成立したウェッブ・ポメリン法によって修正され、合衆国の生産者に「輸出のみを目的として構成される」組合は設立を認めるようになった。1919年5月には銀管理制が撤廃された。ウェッブ・ポメリン法と銀の自由化は、ニューヨークを上海と並ぶ世界的な銀市場に変身させた。北米から流れ落ちる銀のナイアガラは1933年にピットマンが銀協定をとりまとめるまで価格を下落させつづけた。
1935年、ウェッブ・ポメリン法にもとづく輸出組合が板ガラスの国際カルテルに加わった。このときに英・米・原加盟国の間に対等な協定が結ばれた。それは合衆国を除いた世界市場を分割する内容で、日本市場の場合アメリカとヨーロッパへそれぞれ1対4が割り当てられた。ウェッブ・ポメリン法とシャーマン法の整合性は、戦後まもなく訴訟によって問題化した。
1948年、ハバナ憲章で反トラスト規定が盛り込まれた。憲章は批准されないまま歴史からこぼれ落ちてしまう。やがて憲章をモデルに関税及び貿易に関する一般協定などが締結される。これらは憲章の自由貿易規定を採り入れながら、しかし反トラスト規定は完全に棚上げしていた。ヨーロッパでは欧州石炭鉄鋼共同体ができた。そこに生まれたブラッセル・コンベンションは、合衆国のウェッブ・ポメリン法にもとづく輸出組合と似たような方便で正当化された。

## 第1条
シャーマン法第1条は、「取引を制限する全ての契約、結合、共謀」を禁じている。ここで禁じられるのは、正式な契約書や覚書のように書面により取り交わされる合意だけではなく、口頭の合意や、黙示の合意（紳士協定）等も問題となりうる。第1条の文言上、禁止の対象は非常に広範なもののように読めるが、判例の蓄積等により、典型的な違法行為がどのようなものか認識されるようになってきている。

### 水平的取引制限
水平的取引制限（水平カルテルとも呼ばれる）とは、競争者（同業者）の間で行われる取引制限である。例えば、価格カルテルは、競争者がそれぞれ自ら販売する商品の価格について合意することである。通常は特定の販売価格や最低販売価格を合意する（たとえば「100ドルで（または100ドル以上で）売りましょう」といった合意）場合が多いが、最高価格の合意や、価格レンジの合意も問題となる。また、市場分割は競争者間で販売地域や顧客を割り当てる合意である。たとえば、「A社は西部、B社は東部、C社は中西部の顧客に対してのみ販売する」といったような合意である。
他にも、競争者がそれぞれの生産量や販売数量を制限することを約束する生産量制限や、特定の顧客に対して製品を販売したりサービスを提供しないことを約束する共同ボイコット等が、水平カルテルの典型的な例である。なお、シャーマン法第1条は共謀行為を禁ずるものなので、単独のボイコット、つまり、一社が独断で特定の顧客との取引を拒絶することは、同法の違反とはならない。

### 垂直的取引制限
垂直的取引制限（垂直カルテルとも呼ばれる）とは、メーカーと販売店等、販売ルートの上流と下流にいる当事者間の取引制限行為である。最も典型的なのは、再販売価格維持であり、メーカーと販売店との間で販売店が商品を顧客に販売する価格（再販価格）を合意する行為である。また、メーカーが複数の販売店を持っているときに、それぞれの販売店が販売できる地域や顧客を制限するテリトリー制限もある。

### 当然違法と合理の原則
上記のように、シャーマン法第1条は、「取引を制限する全ての契約、結合、共謀」を禁ずる規定であるが、その文言が非常に一般的で広範であるため、この規定を字義どおりに解釈すると、通常の商行為の多くがシャーマン法第1条違反となってしまう。この問題を解決するために、裁判所は早くから、ある契約等がシャーマン法違反となるかどうかを判断するにあたっては、その行為が競争に与える影響をいろいろ考慮して、それが合理的であるか、また競争に重大な悪影響を及ぼすかどうかを検討し、不合理な競争制限効果を持つ行為のみを違法とするという考え方を確立していた。これが合理の原則と呼ばれるものである。
例えば、垂直的テリトリー制限においては、その当事者であるメーカーの商品については、それぞれの販売店は自己のテリトリーにおいては独占販売ができることになり、これには明らかに競争制限効果がある。しかしこれにより制限されるのは、当該メーカーの商品についてのみの競争（「ブランド内競争」）である。一方、テリトリー制限によってそのメーカーの販売店の販売力が強くなれば、他のメーカーが製造販売する同種の商品のとの競争（「ブランド間競争」）は促進される。従って、テリトリー制限を課しているメーカーの市場支配力等も考え、ブランド内競争の制限効果とブランド間競争の促進効果を比較しながら、テリトリー制限行為の合理性を判断するという考え方になる。
一方、ある一定の行為については、その性質上、本質的に競争制限的であり不合理であるとして、それが競争に与える効果を検討するまでもなく反トラスト法違反であるという考えがある。このような類型の行為は、当然違法の行為と呼ばれる。当然違法の行為の典型的なものとしては、水平価格カルテルがある。この場合、価格カルテルの存在が認定されれば、被告側としては、例えば、「カルテル参加者の市場占有率は低いので競争制限効果はない」とか、「価格カルテルにより、価格カルテル参加者とそれ以外の者との競争が増進される」等の抗弁を主張することはできなくなる。
過去においては当然違法とされる行為は多岐にわたっていたが、最近の裁判所の考え方は、当然違法の行為を狭く解釈し、多くの行為類型について合理の原則で判断しようというのが主流となっている。垂直カルテルについては再販売価格維持が最近まで当然違法とされていたが、2007年の連邦最高裁判所の判例により、これも合理の原則で判断するものとされ、現在では垂直カルテルはすべて合理の原則で判断されることとなっている。一方、水平カルテルのほとんどは、未だに当然違法の行為とされている。

## 第2条
シャーマン法の第2条は、独占、独占の企て、及び独占のための共謀を禁じている。市場における正当な競争行為によりシェアを拡大し、結果として市場を独占することを禁ずるものではない。
初期の判例の中には、一方で、独占力を持つことそのものが違法であるという可能性を示唆するものがあったり、逆に、独占力のある者が「もし複数の者が行ったのであればシャーマン法第1条違反になるような行為」を単独で行った場合にのみ、シャーマン法第2条の違反になるというものがあったりした。現在の最高裁判所の判例は、シャーマン法第2条の違反のふたつの要素として、関連市場における独占力と、「より優れた製品、取引における先見性、もしくは偶発的出来事の結果による成長や発展とは一線を画した、独占力の意図的な取得または保持」の二つを挙げている。独占力があるものがそれを濫用して、正当な競争によらない方法や略奪的な方法による競争を排除することが同条違反にあたるといえる。

## 違反に対する制裁
シャーマン法に違反した者には、法人なら1,000万ドル以下の罰金、個人の場合は35万ドル以下の罰金又は3年以下の禁固（併科あり）の刑事罰が科せられる。さらに、シャーマン法違反の行為で損害を受けた被害者は、違反者に対して民事訴訟を提起して、実際の損害の3倍の賠償金と弁護士費用を請求することができる。なお、後者の、私人による損害賠償の権利は1914年成立のクレイトン法第4条(a)により追加されたものである。